# Helena Helak
Helena Jadwiga Helak (ur. 31 października 1920 w Miałach, zm. 18 grudnia 1996) – polska kuratorka sądowa, działaczka społeczna i adopcyjna.

## Życiorys
Jej rodzicami byli Wawrzyn i Cecylia Wygrałowie. Rodzina nie była zamożna. Była jedną z sześciorga rodzeństwa. W młodych latach służyła u zamożnego gospodarza, a w czasie okupacji niemieckiej u rodziny Niemców. 
W latach 1945–1948 odbyła kurs dla wychowawczyń przedszkolnych i założyła w Trzciance cztery przedszkola. Prezesowała trzcianeckiemu Kołu Towarzystwa Przyjaciół Dzieci. Była tez przez rok prezesem Związku Nauczycielstwa Polskiego.
W latach 60. XX wieku sprawowała funkcję kuratora w poznańskim Sądzie dla Nieletnich. Przez wiele lat była również opiekunem społecznym. Od lat 50. XX wieku adoptowała dzieci, w tym chore i niepełnosprawne. W 1965 założyła Rodzinny Dom Dziecka w Trzciance, następnie przeniesiony do Radolinka (1972). Działalnością adopcyjną trudniła się wraz z mężem, Franciszkiem (żołnierzem Ludowego Wojska Polskiego, potem robotnikiem meblarskim), za co oboje otrzymali Order Uśmiechu. Maksymalnie wychowywała 45 dzieci. Na jej decyzje adopcyjne wpływ miała niemożność posiadania własnego potomstwa.

## Odznaczenia
Otrzymała następujące wyróżnienia:
- Odznaka Przyjaciela Dzieci (1960),
- Order Uśmiechu (1969)[1],
- Honorowa Odznaka za Zasługi dla Województwa Poznańskiego (1965),
- Zasłużony Działacz Towarzystwa Przyjaciół Dzieci (1965)
- Najpopularniejsza Wielkopolanka (zwycięstwo w plebiscycie w 1971),
- Złoty Krzyż Zasługi (1972),
- Dyplom Dydaktyczno-Wychowawczy Ministerstwa Oświaty i Wychowania (1972)
- odznaczenia: ”Honorowy Obywatel Polski Ludowej”, ”Przyjaciel Ekspresu Poznańskiego”,
- Najpopularniejsza Wielkopolanka (zwycięstwo w plebiscycie w 1974)[3].